# Iran Pro League 2024-25
La Iran Pro League 2024-25 fue la 42.ª edición del torneo de fútbol de Irán y la 24.ª de la Iran Pro League desde 2001. La temporada comenzó el 15 de agosto de 2024 y terminó el 15 de mayo de 2025.
Participaron 16 equipos: 14 de la edición anterior, y 2 ascendidos de la Liga Azadegan 2023-24. El Persépolis fue el defensor del título.

## Equipos
Los clubes Paykan y Sanat Naft Abadan perdieron la categoría al ubicarse en los puestos 15 y 16 de la tabla de posiciones. Sus lugares fueron ocupados por el Kheybar Khorramabad y el Chadormalu, ambos equipos ascendieron por primera vez en su historia.

### Ciudades y estadios
| Equipo              | Entrenador          | Ciudad          | Estadio                         | Aforo  |
| ------------------- | ------------------- | --------------- | ------------------------------- | ------ |
| Aluminiun Arak      | Mojtaba Hosseini    | Arak            | Estadio Imam Khomeyni           | 15 000 |
| Chadormalu          | Saeid Akhbari       | Yazd            | Estadio Shahid Nassiri          | 15 000 |
| Esteghlal Khuzestan | Miodrag Božović     | Ahvaz           | Estadio Takhti                  | 10 000 |
| Esteghlal Tehran    | Pitso Mosimane      | Teherán         | Estadio Shahr-e Qods            | 2352   |
| Foolad              | Yahya Golmohammadi  | Ahvaz           | Foolad Arena                    | 30 655 |
| Gol Gohar Sirjan    | Mehdi Tartar        | Sirjan          | Estadio Shahid Qasem Soleimani  | 9000   |
| Havadar             | Omid Ravankhah      | Teherán         | Estadio Shahid Dastgerdi        | 8250   |
| Kheybar Khorramabad | Saeid Daghighi      | Jorramabad      | Estadio Takhti                  | 8000   |
| Malavan             | Maziar Zare         | Bandar-e Anzali | Estadio Sirous Ghayeghran       | 8000   |
| Mes Rafsanjan       | Sirous Pourmousavi  | Rafsanjan       | Estadio Shohadaye Mes Rafsanjan | 10 000 |
| Nassaji Mazandaran  | Savo Milošević      | Qaem Shahr      | Estadio Vatani                  | 15 000 |
| Persépolis          | İsmail Kartal       | Teherán         | Estadio Azadi                   | 78 116 |
| Sepahan             | Patrice Carteron    | Isfahán         | Estadio Naghsh-e-Jahan          | 75 000 |
| Shams Azar          | Davoud Seyed-Abbasi | Qazvin          | Estadio Sardar Azadegan         | 15 000 |
| Tractor Sazi FC     | Dragan Skočić       | Tabriz          | Estadio Yadegar-e-Emam          | 66 833 |
| Zob Ahan FC         | Mohammad Rabiei     | Fuladshahr      | Estadio Foolad Shahr            | 20 000 |

## Desarrollo

### Clasificación
| Pos. | Equipo                 | Pts. | PJ | G  | E  | P  | GF | GC | Dif. | Clasificación 2025-26                                |
| ---- | ---------------------- | ---- | -- | -- | -- | -- | -- | -- | ---- | ---------------------------------------------------- |
| 1    | Tractor Sazi FC (C)    | 68   | 30 | 21 | 5  | 4  | 57 | 19 | +38  | Fase de liga de la Liga de Campeones Élite de la AFC |
| 2    | Sepahan                | 60   | 30 | 16 | 12 | 2  | 48 | 21 | +27  | Play-off de la Liga de Campeones Élite de la AFC     |
| 3    | Persépolis             | 60   | 30 | 18 | 6  | 6  | 42 | 20 | +22  |                                                      |
| 4    | Foolad                 | 53   | 30 | 15 | 8  | 7  | 36 | 30 | +6   |                                                      |
| 5    | Gol Gohar Sirjan       | 47   | 30 | 12 | 11 | 7  | 23 | 16 | +7   |                                                      |
| 6    | Zob Ahan FC            | 42   | 30 | 10 | 12 | 8  | 32 | 28 | +4   |                                                      |
| 7    | Malavan                | 39   | 30 | 10 | 9  | 11 | 33 | 33 | 0    |                                                      |
| 8    | Aluminiun Arak         | 35   | 30 | 7  | 14 | 9  | 30 | 31 | −1   |                                                      |
| 9    | Esteghlal Tehran       | 34   | 30 | 7  | 13 | 10 | 30 | 33 | −3   |                                                      |
| 10   | Chadormalu             | 34   | 30 | 8  | 10 | 12 | 22 | 28 | −6   |                                                      |
| 11   | Kheybar Khorramabad    | 33   | 30 | 8  | 9  | 13 | 24 | 31 | −7   |                                                      |
| 12   | Esteghlal Khuzestan    | 31   | 30 | 6  | 13 | 11 | 19 | 30 | −11  | Fase de grupos de la Liga de Campeones 2 de la AFC   |
| 13   | Shams Azar             | 29   | 30 | 7  | 8  | 15 | 23 | 41 | −18  |                                                      |
| 14   | Mes Rafsanjan          | 28   | 30 | 6  | 10 | 14 | 24 | 38 | −14  |                                                      |
| 15   | Nassaji Mazandaran (D) | 23   | 30 | 3  | 14 | 13 | 15 | 28 | −13  | Descenso a la Liga Azadegan                          |
| 16   | Havadar (D)            | 22   | 30 | 4  | 10 | 16 | 17 | 48 | −31  | Descenso a la Liga Azadegan                          |

Actualizado a los partidos jugados el 15 de mayo de 2025.
 Fuente: SoccerWay
Notas:
1. ↑  Campeón de la Copa Hazfi 2024-25

### Resultados
| Local \ Visitante   | ALU | CHA | ESK | EST | FOL | GGS | HAV | KHE | MAL | MRA | NAS | PER | SEP | SHA | TRA | ZOB |
| ------------------- | --- | --- | --- | --- | --- | --- | --- | --- | --- | --- | --- | --- | --- | --- | --- | --- |
| Aluminiun Arak      | —   | 0–0 | 1–1 | 1–1 | 4–2 | 0–0 | 0–0 | 1–0 | 1–1 | 0–0 | 1–1 | 1–1 | 1–1 | 3–0 | 0–1 | 2–0 |
| Chadormalu          | 1–1 | —   | 3–0 | 0–0 | 1–1 | 0–1 | 1–2 | 1–0 | 1–0 | 1–0 | 1–0 | 0–1 | 1–2 | 1–1 | 2–2 | 1–0 |
| Esteghlal Khuzestan | 0–0 | 1–1 | —   | 1–0 | 0–0 | 1–1 | 1–1 | 0–0 | 1–2 | 3–2 | 2–0 | 1–0 | 0–1 | 1–0 | 1–3 | 0–0 |
| Esteghlal Tehran    | 5–1 | 0–0 | 2–0 | —   | 0–1 | 0–0 | 2–2 | 1–1 | 2–2 | 1–0 | 1–0 | 0–1 | 1–1 | 0–1 | 0–2 | 0–3 |
| Foolad              | 2–0 | 2–1 | 2–1 | 0–2 | —   | 1–1 | 3–0 | 1–1 | 2–1 | 0–0 | 1–0 | 1–1 | 2–2 | 1–0 | 1–2 | 1–0 |
| Gol Gohar Sirjan    | 0–0 | 2–0 | 2–0 | 1–1 | 0–1 | —   | 0–0 | 2–0 | 1–0 | 0–0 | 2–1 | 0–1 | 1–1 | 1–0 | 0–2 | 0–2 |
| Havadar             | 2–1 | 0–1 | 0–1 | 1–2 | 0–1 | 0–1 | —   | 0–1 | 2–0 | 0–4 | 0–1 | 0–5 | 1–1 | 2–3 | 0–4 | 0–0 |
| Kheybar Khorramabad | 1–0 | 2–0 | 1–0 | 3–1 | 2–0 | 0–0 | 2–0 | —   | 1–3 | 1–2 | 1–0 | 1–2 | 1–2 | 0–0 | 1–2 | 1–1 |
| Malavan             | 1–1 | 3–1 | 1–0 | 0–0 | 1–1 | 1–0 | 0–2 | 3–0 | —   | 3–0 | 1–0 | 1–2 | 1–1 | 2–0 | 0–2 | 3–3 |
| Mes Rafsanjan       | 3–1 | 1–0 | 0–0 | 0–0 | 2–3 | 0–0 | 1–1 | 0–0 | 1–1 | —   | 0–0 | 0–3 | 0–3 | 0–1 | 0–2 | 1–2 |
| Nassaji Mazandaran  | 1–2 | 0–0 | 0–0 | 2–2 | 0–1 | 0–1 | 0–0 | 0–0 | 1–1 | 0–1 | —   | 0–1 | 1–1 | 1–0 | 1–1 | 0–3 |
| Persépolis          | 2–0 | 1–0 | 0–0 | 2–1 | 2–0 | 1–0 | 2–0 | 2–1 | 2–0 | 1–3 | 0–1 | —   | 0–2 | 2–0 | 2–0 | 1–1 |
| Sepahan             | 1–0 | 3–1 | 1–1 | 3–1 | 2–0 | 1–2 | 5–0 | 2–0 | 1–0 | 1–0 | 1–1 | 2–1 | —   | 1–0 | 0–1 | 4–1 |
| Shams Azar          | 1–3 | 1–1 | 2–2 | 1–2 | 0–3 | 0–1 | 1–1 | 2–0 | 0–1 | 3–1 | 0–0 | 3–2 | 1–1 | —   | 0–4 | 1–1 |
| Tractor Sazi FC     | 2–0 | 1–0 | 3–0 | 2–1 | 1–2 | 2–1 | 4–0 | 1–0 | 3–0 | 5–1 | 3–3 | 1–1 | 0–0 | 0–1 | —   | 0–1 |
| Zob Ahan FC         | 0–4 | 0–1 | 1–0 | 1–1 | 3–0 | 0–2 | 0–0 | 2–2 | 1–0 | 2–1 | 0–0 | 0–0 | 1–1 | 3–0 | 0–1 | —   |

## Máximos goleadores
- Actualizado al 15 de mayo de 2025.
| Rank | Jugador                  | Club             | Goles |
| ---- | ------------------------ | ---------------- | ----- |
| 1    | Amirhossein Hosseinzadeh | Tractor Sazi     | 14    |
| 2    | Ali Alipour              | Persépolis       | 12    |
| 3    | Ramin Rezaeian           | Esteghlal Tehran | 10    |
| 4    | Mohammad Amin Kazemian   | Aluminiun Arak   | 9     |
| 4    | Mehdi Limouchi           | Sepahan          | 9     |
| 6    | Domagoj Drožđek          | Tractor Sazi     | 8     |
| 6    | Reza Ghandipour          | Malavar          | 8     |
| 6    | Mehdi Hashemnejad        | Tractor Sazi     | 8     |
| 6    | Tomislav Štrkalj         | Tractor Sazi     | 8     |